# باتريك ريمي
باتريك ريمي (25 أغسطس 1954 في فرنسا - ) (بالفرنسية: Patrick Remy)‏ هو مدرب كرة قدم ولاعب كرة قدم فرنسي في مركز الهجوم. لعب مع أولمبيك مارسيليا ونادي أوكسير ونادي ميتز.

## وصلات خارجية
- باتريك ريمي على موقع قاعدة بيانات كرة القدم.إي يو (الإنجليزية)
- باتريك ريمي على موقع Soccerbase.com (مدرب) (الإنجليزية)